# Ретайо, Сильви
Сильви Ретайо (фр. Sylvie Retailleau), урождённая Сильви Гальден (фр. Sylvie Galdin; род. 24 февраля 1965, Ницца) — французский физик и политик, министр высшего образования и научных исследований (2022—2024).

## Биография
Родилась 24 февраля 1965 года в Ницце, окончила Высшую нормальную школу Кашана, затем в 1988 году получила степень агреже по прикладной физике в Университете Париж-юг, а в 1992 году там же — степень доктора наук (D.Sc.).
Начала научную карьеру в Институте основ электроники при Университете Париж-юг, где после защиты диссертации стала преподавать. В 2007—2008 годах состояла вице-президентом физического отделения факультета естественных наук, в 2008—2011 годах — заместитель декана по учебной части, затем декан факультета до 2016 года. С 2020 года — президент университета Париж-Сакле. Замужем за профессором Стефаном Ретайо, не имеет никаких родственных связей с политиком Брюно Ретайо.
20 мая 2022 года назначена министром высшего образования и научных исследований при формировании правительства Элизабет Борн.
11 января 2024 года сохранила должность в правительстве Атталя.
21 сентября 2024 года сформировано правительство Барнье, в котором Ретайо не получила никакого назначения